# Нижний Андруш
Нижний Андруш, Андрушул де Жос (рум. Andrușul de Jos) — село в Кагульском районе Молдавии. Относится к сёлам, не образующим коммуну.

## География
Село расположено на высоте 55 метров над уровнем моря.

## Население
По данным переписи населения 2004 года, в селе Нижний Андруш проживает 2125 человек (1033 мужчины, 1092 женщины).
Этнический состав села:
| Национальность | Число жителей | Процентный состав |
| -------------- | ------------- | ----------------- |
| молдаване      | 2107          | 99.15             |
| русские        | 9             | 0.42              |
| украинцы       | 3             | 0.14              |
| румыны         | 2             | 0.09              |
| гагаузы        | 2             | 0.09              |
| болгары        | 2             | 0.09              |
| Всего          | 2125          | 100%              |